# Монтморилоніт
Монтморилоні́т — мінерал класу силікатів, напівкристалічний водний алюмосилікат шаруватої будови.

## Історія та етимологія
Від назви родовища Монтморільйон у Франції (A.A.Damour, D.Salvetat, 1847).

## Загальний опис
Спрощена хімічна формула: (Na, Ca)0,3(Al, Mg)2[Si4O10] (OH)2•nH2O.
Хімічний склад змінний: вміст SiO2 45-55 %, Al2O3 18-20 %, MgO і Fe2O3 частки %, Na2O і СаО до 1,5 %, Н2O до 24-26 %.
Сингонія моноклінна.
Форми виділення: тонкодисперсні, прихованокристалічні, щільні землисті агрегати, іноді утворює змішаношаруваті зростання з каолінітом та гідрослюдами.
Густина 2.
Твердість 1—2.
Колір білий з сіруватим і червонуватим відтінками, зелений.

Структура монтморилоніту

Блиск матовий, восковий.
Злам щільних різновидів — раковистий.
Здатний інтенсивно поглинати воду в значних кількостях, при цьому сильно набухає; при сушінні важко віддає приєднану воду.
Важливий мінерал осадових комплексів.
Утворюється осадовим шляхом (глини), при вивітрюванні порід, вулканічного попелу і скла, рідше — гідротермальним способом. Монтморилонітові глини (бентоніт, гумбрин, асканіт, кіл) використовуються у виробництві цементу, кераміки, цегли, для приготування промивальних рідин при споруджуванні свердловин, як сорбенти, барвники, очищувачі, відбілювачі і мийні засоби.
Родовища відомі в РФ, Грузії, в Україні (Черкаське і Горбське), у Франції, ФРН, США.
Використовують у нафтовій, текстильній, ґумовій, паперовій та інших галузях промисловості.

## Різновиди
Розрізняють:
- монтморилоніт водневий (різновид монтморилоніту, в якому обмінні основи заміщені воднем);
- монтморилоніт каліїстий (різновид монтморилоніту, який містить до 4,6 % К2О);
- монтморилоніт кальціїстий (різновид монтморилоніту, який містить до 3,5 % СаО);
- монтморилоніт лужний (загальна назва для монтморилонітів, які містять калій або натрій);
- монтморилоніт магніїстий (різновид монтморилоніту, який містить до 15,3 % MgO);
- монтморилоніт натріїстий (різновид бейделіту або монтморилоніту, який містить 2-5 % Na2O);
- монтморилоніт нікелистий (різновид монтморилоніту з родовища Нью-Майн у пров. Ойта (Японія) з незначним вмістом нікелю);
- монтморилоніт-хлорит (змішаношарувате упорядковане утворення, що складається з монтморилоніто- і хлоритоподібних пакетів);
- монтморилоніт цинковистий (різновид монтморилоніту, який містить до 39,33 % ZnO);
- монтморилоніт Н (монтморилоніт водневий).